# 1876-os megyerendezés

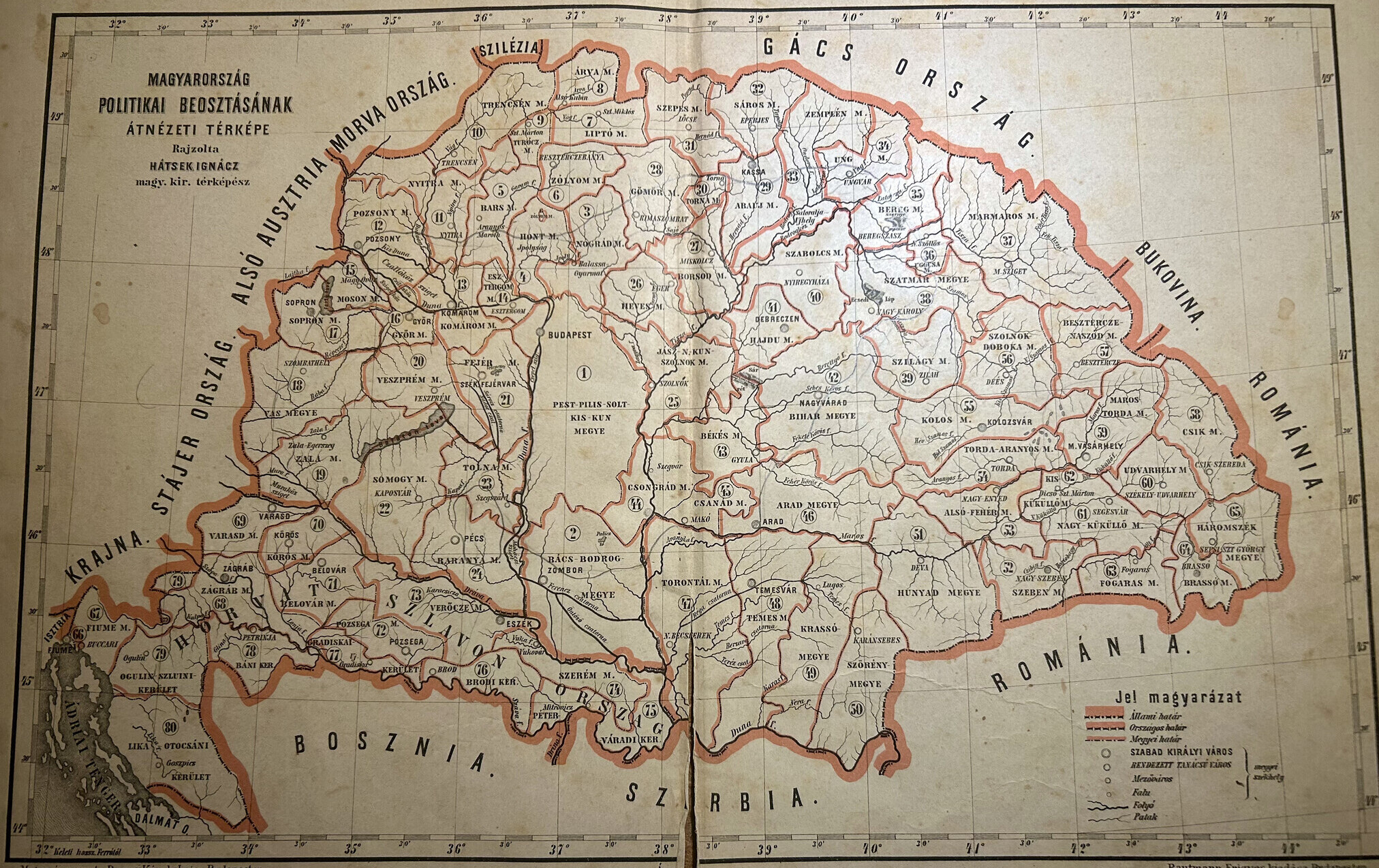
Magyarország vármegyéi 1867-1881 között

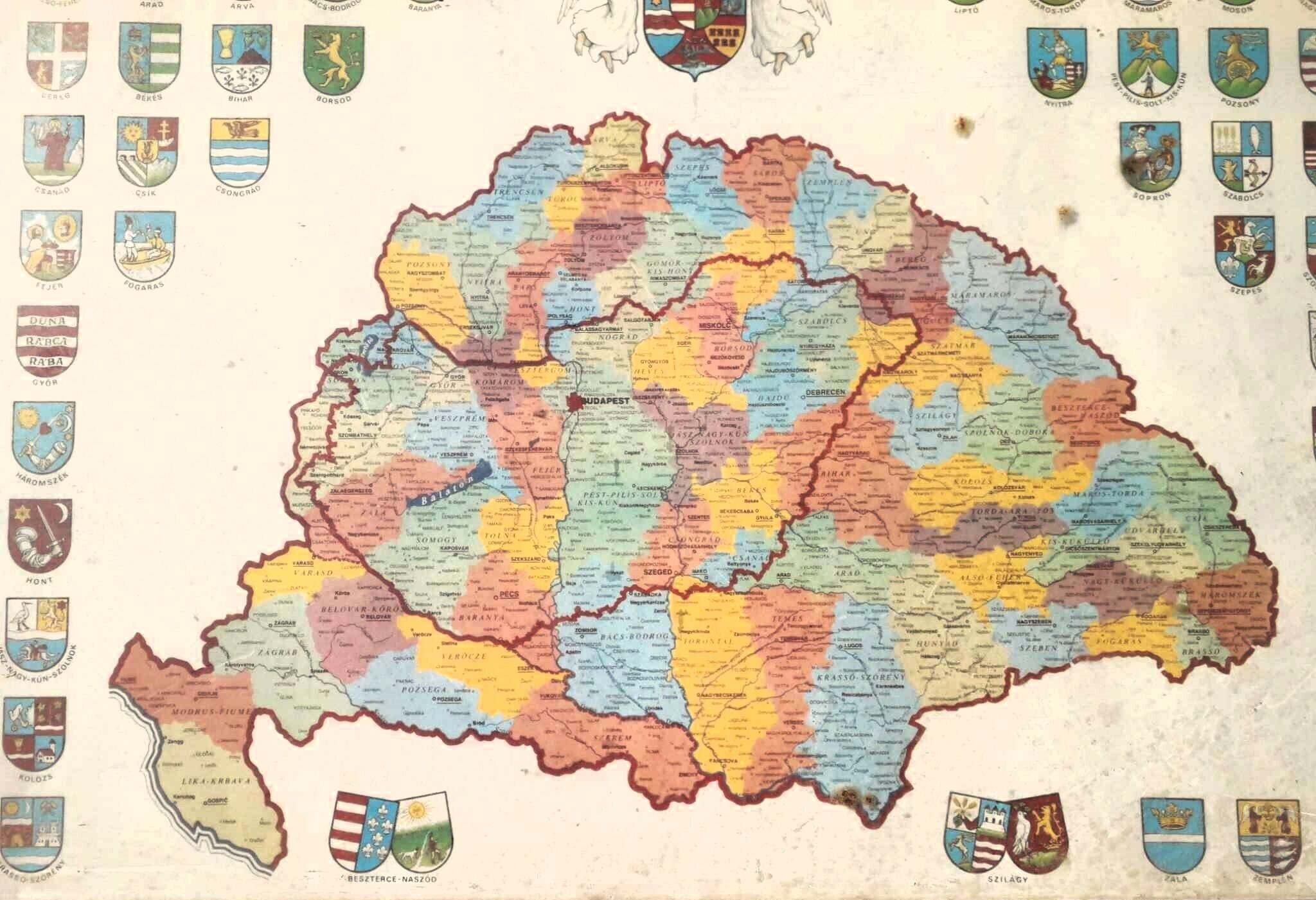
A Magyar Királyság vármegyéi az 1881-es vármegyerendezés után

Az 1876-os megyerendezés Magyarország közigazgatási területi beosztásának átfogó átalakítása volt 1876-77-ben, az ország politikai és közjogi berendezkedésének a kiegyezést követő átszervezése során. A rendezés alapvető célkitűzése az volt, hogy az ország területi beosztását alkalmassá tegyék a kor követelményeinek megfelelő közigazgatás kiépítésére. Ennek érdekében főbb elemei a törvényhatóságok számának csökkentése, adózóképességük kiegyenlítése, továbbá a területi aránytalanságok és az enklávék és exklávék megszüntetése voltak.
A korábbi javaslatokkal (például Szapáry Gyula 1873-as törvényjavaslataival) ellentétben csak Erdély területén hajtottak végre radikális átrendezést, mivel itt volt található a különkormányzatok nagy része. A szűken vett Magyarország területén nagy mértékben tekintettel voltak a történelmileg kialakult határokra, és többnyire csak kisebb kiigazításokat iktattak törvénybe.
A rendezés során megszüntették az összes különkormányzatot, a területi törvényhatóságok kizárólagos formájaként a vármegyéket megtartva. A területi önkormányzatok száma ezzel 65-re csökkent az addigi 81 (58 vármegye, 14 szék és 9 kerület) helyett. A megyerendezéssel egyidejűleg a városi törvényhatóságokat is újrarendezték, ezek száma 25-re csökkent az addigi 72 (47 szabad királyi és 25 törvényhatósági jogú város) helyett. Mindezek következtében a központi kormányzat az addigi 153 törvényhatóság helyett már csak 92-vel állt kapcsolatban a rendezés után.

## Története
A megyerendezés a Tisza Kálmán-kormány egyik első intézkedése volt, amivel Magyarország fejlődését kívánták elősegíteni, mivel az addigi közigazgatási rendszer ekkorra elavult és a sokfélesége miatt áttekinthetősége és kezelhetősége is problémákba ütközött. Az 1870-es évek első felében több tervezet készült az átszervezésre, melyek egyikét Szapáry Gyula belügyminiszter 1873-ban az Országgyűlés elé is terjesztette, azonban az túlzott radikalizmusa miatt megbukott a törvényhatóságokat irányító és a Képviselőházban is nagy befolyással bíró konzervatív csoportok ellenállásán. Ezen a tapasztalaton okulva a Tisza-kormány sokkal mérsékeltebb, sok kompromisszumot tartalmazó javaslatot készített.
A kormány az ország teljes területét ekkor 65 vármegyébe szervezte át, felszámolva minden korábbi (szék, kerület, mezőváros, vidék, szabad királyi város stb.) közigazgatási egységet, formát és szokást, egyúttal egységesítve is azokat. Összesen 18 új vármegye született, igaz, a rendszer átszervezése során kilenc addig létező vármegyét pedig megszüntettek, vagyis az átalakítások végén összesen kilenc vármegyével lett több. Az átszervezés legjobban Erdélyt érintette, ahol szinte a teljes közigazgatást újragondolták, felszámolva egyebek mellett a Székelyföld székely és a Királyföld szász székeit – utóbbival kiváltva az erdélyi szászok haragját. 
A közigazgatási reformok átfogó, meghatározó részét végül 1881-ben zárták le, ekkor Krassó és Szörény, valamint Abaúj és Torna vármegyék egyesítésével alakítva ki és egyben véglegesítve a 63 vármegye, plusz a magyar tengermellék (azaz Fiume) rendszerét. (Utóbbi később sem vált vármegyévé).

## Lásd még
- A Magyar Királyság vármegyéinek listája (1881–1920)
- A törvényhatósági jogú városok listája (1870–1950)